# Pedro Zingone
Pedro Zingone (Montevidéu, 1899 - data de morte desconhecida) foi um futebolista uruguaio, campeão olímpico. 

## Carreira
Pedro Zingone fez parte da chamada Celeste Olímpica, conquistando, entre outros títulos, o campeonato olímpico em 1924.